# Переділ (Корюківський район)
Пере́діл — село в Україні, у Корюківській міській громаді Корюківського району Чернігівської області. Населення становить 68 осіб. До 2016 орган місцевого самоврядування — Наумівська сільська рада.

## Географія
Село розташоване на річці Бреч за 16 км від районного центру і залізничної станції Корюківка та за 6 км від селищної ради. Висота над рівнем моря — 129 м.

## Історія
Село засноване у 1930 році.
12 червня 2020 року, відповідно до розпорядження Кабінету Міністрів України № 730-р «Про визначення адміністративних центрів та затвердження територій територіальних громад Чернігівської області», увійшло до складу Корюківської міської громади.
19 липня 2020 року, в результаті адміністративно-територіальної реформи та ліквідації колишнього Корюківського району, село увійшло до складу новоутвореного Корюківського району.